# Ситронел (Алабама)
Ситронел (енгл. Citronelle) град је у америчкој савезној држави Алабама. По попису становништва из 2010. у њему је живело 3.905 становника.

## Демографија
Према попису становништва из 2010. у граду је живело 3.905 становника, што је 246 (6,7%) становника више него 2000. године.
| Група             | 2000.         | 2010.         |
| Белци             | 2.806 (76,7%) | 2.737 (70,1%) |
| Афроамериканци    | 681 (18,6%)   | 789 (20,2%)   |
| Азијати           | 5 (0,1%)      | 20 (0,5%)     |
| Хиспаноамериканци | 30 (0,8%)     | 103 (2,6%)    |
| Укупно            | 3.659         | 3.905         |